# 新郑石牌坊
新郑市牌坊，为曾经位于河南省新郑市老城内的20余座石牌坊，多数为明朝时为高拱及其父兄所建的功德坊。其中位于北街和南街的七座牌坊，于1963年被列为第一批河南省文物保护单位。原牌坊已尽毁，2018年起于新郑南街原位复建了四座牌坊。

## 简介
位于北街和南街的七座石牌坊分别为：
- “明柱国太师高文襄公祠”坊：位于北街高文襄公祠大门外；
- “父子兄弟进士”坊：为山西等处御史为高尚贤、高捷，高拱所建；
- “少保宗伯”坊：明嘉靖四十年(1561年)，为高拱建；
- “柱国元辅”坊：为高拱建；
- “少师大学士”坊：明隆庆五年(1571年)三月，监察御史郜永春为高拱建；
- “少傅冢宰”坊：明隆庆六年(1572年)，监察御史为高拱建；
- “庙堂砥柱”坊：明万历四年(1576年)，为高拱建。

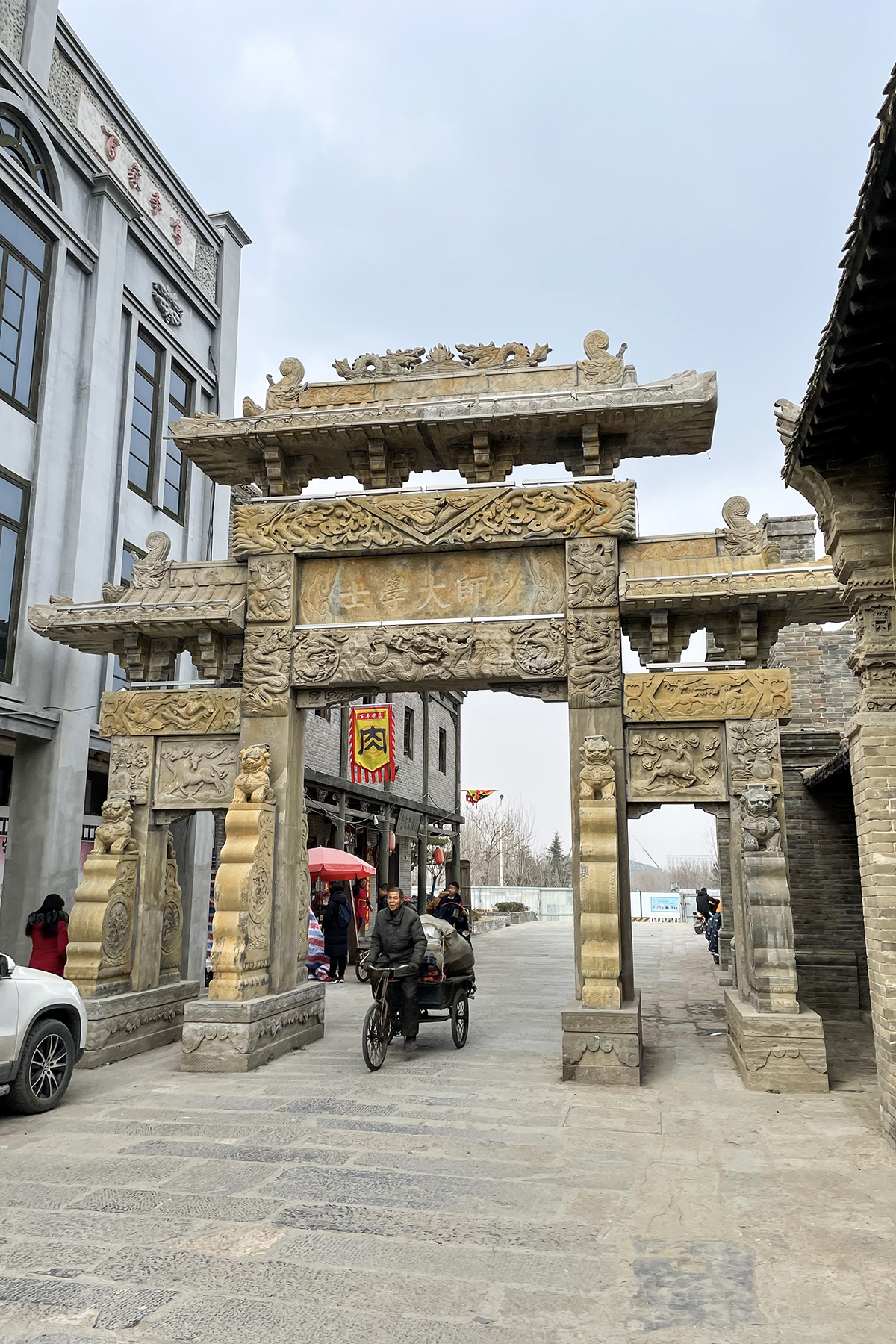
“少师大学士”坊（2018年复建）
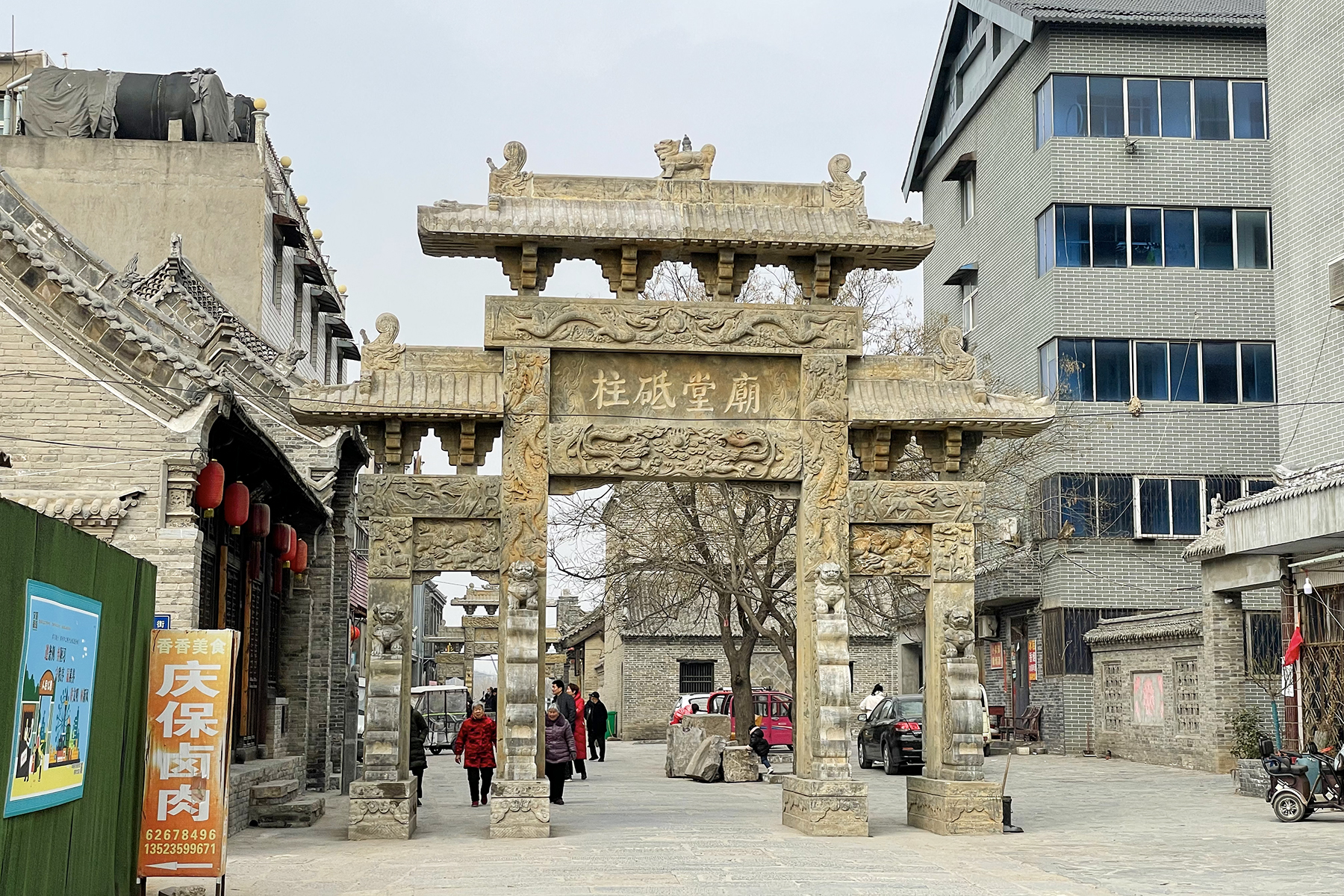
“庙堂砥柱”坊（2018年复建）
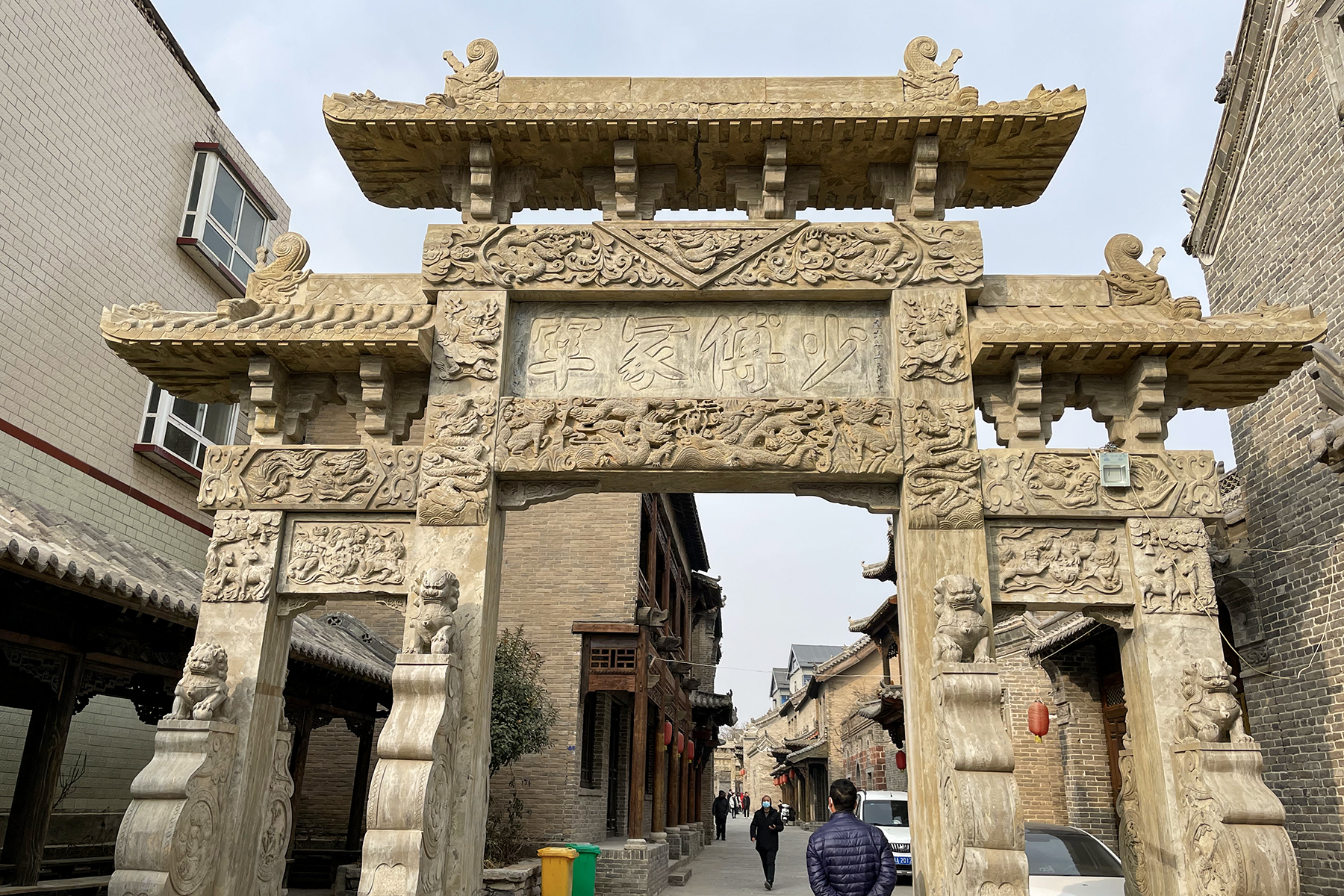
“少傅冢宰”坊（2018年复建）

七座石牌坊每一座宽10米，高约8-10米。其中“少师大学士”坊位于南街北口，高达十米多，有高大的斗拱和形如四方巨柱的大梁，二梁两端透雕麟麟一对，中雕二龙戏珠；左右副梁上雕有单凤朝阳、海马负图，以及狮子滚绣球和龙云等图案。石坊的正门与两侧便门之间的两根坊柱上，也都浮雕有金甲武士像。“明柱国太师高文襄公祠”坊高十米多，顶为蟠龙正脊，中间有一兽驮宝瓶，瓶上刻有精细花纹图案。两端立吞脊吻兽。坊形飞檐出厦，四角挑起。其他如“少保宗伯”坊、“庙堂砥柱”坊以及“父子兄弟进士”坊等，在建筑及雕刻艺术上，也都有相当价值。
1966年8月，时值文化大革命期间，七座牌坊被作为“四旧”拆毁。2018年起，新郑市政府对南街进行改造，对原位于南街的四座石牌坊进行了复建。